# Decachela discata
Decachela discata is een zeespin uit de familie Ascorhynchoidea. De soort behoort tot het geslacht Decachela. Decachela discata werd in 1939 voor het eerst wetenschappelijk beschreven door Hilton. 